# Diplocanthopoda
Diplocanthopoda este un gen de păianjeni din familia Salticidae.
Cladograma conform Catalogue of Life:
| Diplocanthopoda | \| \| Diplocanthopoda hatamensis \| \| \| \| \| \| Diplocanthopoda marina \| \| \| \| |
|                 | \| \| Diplocanthopoda hatamensis \| \| \| \| \| \| Diplocanthopoda marina \| \| \| \| |
|                 | Diplocanthopoda hatamensis                                                            |
|                 |                                                                                       |
|                 | Diplocanthopoda marina                                                                |
|                 |                                                                                       |